# Pierre Le Gall (photographe)
Pour les articles homonymes, voir Pierre Le Gall et Le Gall.
Pierre Le Gall (né le 9 juillet 1948 à Hanoï, en Indochine) est un photographe français, lauréat du prix Niépce en 1972.

## Biographie
Depuis 1968, Pierre Le Gall a enseigné le français à Dieppe et la philosophie à Rouen, Barentin, Neufchâtel-en-Bray et dans un lycée de Bretagne, tout en pratiquant la photographie, sa véritable passion. Celui que ses amis Michel Tournier et Robert Doisneau surnommaient l’homme invisible, a toujours su se faire discret pour saisir des petits moments de la vie quotidienne, qu'il a rassemblés dans des livres (une trentaine publiés à ce jour), dans lesquels il transmet avec humour et tendresse, les émotions ressenties au hasard de ses rencontres.
En 1972, à peine âgé de 24 ans, il a obtenu le prestigieux prix Niépce. En 1976, il obtient le grand prix d'auteurs de la Fédération nationale des sociétés photographiques de France.
Il collabore régulièrement au magazine national Réponses Photo.

## Publications
- 73-08, l'armée au quotidien, Éditions Federop, 1975
- Le Havre, Éditions Rolland, 1977
- Finistère, Éditions Noroit, 1977, avec une préface de Hans W. Sylvester
- Dieppe sur Mer, Éditions la Vigie, Dieppe, 1978
- Saint-Wandrille : Le Monastère au Quotidien, Dieppe, 1979
- Dresser - Mazeline L'usine au quotidien ; Dieppe ; 1979. Format online, non paginé.
- Rouen, 1981
- Rouen sur scène, Rouen, L'Armitière, 1988
- Des Marseillais, Éditions Jeanne Laffitte, Marseille, 1988  (ISBN 2-8627-6173-7)
- Du Havre (II), Éditions La Galerne, Le Havre, 1993  (ISBN 2950697135)
- Des Parisiennes, Éditions Alternatives, Paris
- Les Français. 1 : images de la simplicité, Éditions Alternatives, Paris, 1995  (ISBN 2-8414-6119-X)
- Les Européens : passerelles et correspondances, Éditions Alternatives, Paris, 1996  (ISBN 2-8414-6228-5)
- Instant de chiens, Éditions Alternatives, Paris, 1996  (ISBN 2-8622-7091-1)
- Le Cœur du mammouth, Éditions Alternatives, Paris, 1999   (ISBN 2-8622-7190-X)
- Suite bretonne, eus an douar, eus ar mor, eus kêr, Éditions Guy Naouëc, 2000  (ISBN 2-9515-2740-3)
- Ma petite Bretagne, Éditions Guy Naouëc, 2000
- Quel temps fait-il au Caplan ?, Éditions Guimaëc, 2001  (ISBN 2-9126-0404-4)
- Des Bretons et la mer, Éditions Guy Naouëc, 2001
- Le Chant des quais, Éditions Guy Naouëc, 2003
- Des Parisiennes II, Éditions Syros la Découverte, 2003  (ISBN 2-8673-8228-9)
- Vive la Bretagne, Éditions Guy Naouëc, 2004  (ISBN 2-9515-2744-6)
- Histoires d'en France, Éditions Alternatives, Paris, 2007  (ISBN 978-2-86227-514-7) (BNF 41103823)
- Gens d'ici, gens d'ailleurs, Éditions Alternatives, Paris, 2009  (ISBN 9782862275918)
- Mon auto, Morlaix, Guy Naouec, 2005 (ISBN 978-2-9515274-5-4).
- Boire, Morlaix, Guy Naouec, 2009 (ISBN 978-2-9515274-7-8).
- Dormir, Morlaix, Guy Naouec, 2015 (ISBN 979-10-95401-00-1).
- Au pied levé, Morlaix, Guy Naouec, 2016 (ISBN 979-10-95401-19-3).
- Lire, Morlaix, Guy Naouec, 48 p. (ISBN 978-2-9515274-9-2).
- Le mot pour rire, Morlaix, Guy Naouec, 2016 (ISBN 979-10-95401-13-1).
- Mon chien, Morlaix, Guy Naouec, 2016 (ISBN 979-10-95401-14-8).
- Porter, Morlaix, Guy Naouec, 2016 (ISBN 979-10-95401-15-5).
- L'art est là, Morlaix, Guy Naouec, 2016 (ISBN 979-10-95401-16-2).
- Dialoguer, Morlaix, Guy Naouec, 2016 (ISBN 979-10-95401-17-9).
- Faut rigoler, Morlaix, Guy Naouec, 2017 (ISBN 979-10-95401-02-5).
- Mon chat, Morlaix, Guy Naouec, 2017 (ISBN 979-10-95401-03-2).
- Photographier, Morlaix, Guy Naouec, 2017 (ISBN 979-10-95401-04-9).
- Reflets, Morlaix, Guy Naouec, 2017 (ISBN 979-10-95401-05-6).
- Le Vent, Morlaix, Guy Naouec, 2017, 48 p. (ISBN 979-10-95401-06-3).
- Mon bel oiseau, Morlaix, Guy Naouec, 2018 (ISBN 979-10-95401-09-4).
- Ô mon bateau, Morlaix, Guy Naouec, 2018 (ISBN 979-10-95401-10-0).
- Poils et tifs, Morlaix, Guy Naouec, 2018 (ISBN 979-10-95401-11-7).
- Regarder, Morlaix, Guy Naouec, 2018 (ISBN 979-10-95401-12-4).
- 1970-2020 : Moments de vie en Bretagne, Ouest France, 2020, 208 p. (ISBN 978-2-7373-8225-3).
- Embarras, Ouest France, coll. « Humain très humain », 2022, 48 p. (ISBN 978-2-7373-8685-5).
- Mon chat, Ouest France, coll. « Humain très humain », 2022, 48 p. (ISBN 978-2-7373-8683-1).
- Musique, Ouest France, coll. « Humain très humain », 2022, 48 p. (ISBN 978-2-7373-8682-4).
- Mon vélo, Ouest France, coll. « Humain très humain », 2022, 48 p. (ISBN 978-2-7373-8684-8).
- 1969-1989 : Instants de vie à Dieppe, Humain très humain, 2022.
- 1971-2011 : Instants de vie en pays Bigouden, Humain très humain, 2023 (ISBN 979-10-95401-21-6).
- 1971-2021 : Instants de vie Trégor finistérien, Humain très humain, 2023 (ISBN 979-10-95401-22-3).
- 1971-1991 : Instants de vie à Rouen, Humain très humain, 2024 (ISBN 979-10-95401-23-0).

### Podcast
- Pierre Le Gall, photographe, par Gaël Gueguen, France-Bleue Finistère, 24 décembre 2017, 46 min.